# Eugenia castaneiflora
Eugenia castaneiflora är en myrtenväxtart som beskrevs av Maria Lucia Kawasaki och Bruce K. Holst. Eugenia castaneiflora ingår i släktet Eugenia och familjen myrtenväxter. Inga underarter finns listade i Catalogue of Life.